# NGC 489
NGC 489 је спирална галаксија у сазвежђу Рибе која се налази на NGC листи објеката дубоког неба.
Деклинација објекта је + 9° 12' 23" а ректасцензија 1h 21m 53,8s. Привидна величина (магнитуда) објекта NGC 489 износи 12,6 а фотографска магнитуда 13,5. NGC 489 је још познат и под ознакама UGC 908, MCG 1-4-34, CGCG 411-34, PGC 4957.